# Héliox
L'héliox est un mélange gazeux d'hélium et d'oxygène utilisé en médecine ainsi que pour la plongée sous-marine en eaux profondes, par exemple off-shore.

## Utilisation en plongée
Lorsque l'on plonge à l'air comprimé, celui-ci est composé des mêmes gaz que l'on respire à tout instant en surface, à savoir (pour simplifier) un mélange d'oxygène (21 %) et d'azote (79 %).
Les inconvénients de l'azote au-delà d'une certaine pression sont sa propriété narcotique et son poids qui en fait un gaz « lourd » à respirer.
Pour pallier ces deux défauts, on remplace l'azote par un gaz plus léger, moins narcotique, non métabolisable, dans le cas présent : l'hélium. Le mélange Hélium-Oxygène s'appelle l'Héliox. L'inconvénient est qu'il coûte cher (bien plus que l'air qui n'a que le coût de sa compression). De plus, à partir de pressions importantes (atteintes en plongée professionnelle ou technique), l'hélium lui-même devient toxique, provoquant le syndrome nerveux des hautes pressions (SNHP). Les plongeurs profonds utilisent donc plus souvent un trimix constitué d'hélium, d'azote et d'oxygène : une faible proportion d'azote permet de retarder l'apparition du SNHP sans entraîner de toxicité narcotique notable.
L'héliox, avec cette présence d'hélium comme diluant qui le caractérise, est particulièrement indiqué lors de plongées au recycleur (notamment ceux à circuit fermé) dès 40 mètres.